# El Carmen, Salvador Escalante
El Carmen är en ort i Mexiko.   Den ligger i kommunen Salvador Escalante och delstaten Michoacán de Ocampo, i den södra delen av landet, 270 km väster om huvudstaden Mexico City. El Carmen ligger 2 293 meter över havet och antalet invånare är 277.
Terrängen runt El Carmen är kuperad, och sluttar västerut. Runt El Carmen är det ganska tätbefolkat, med 78 invånare per kvadratkilometer. Närmaste större samhälle är Pátzcuaro, 19,3 km nordost om El Carmen. I omgivningarna runt El Carmen växer huvudsakligen savannskog.